# Abari (Byzacena)
Abari war eine antike Stadt, die in der römischen Provinz Byzacena (Sahelregion Tunesiens) lag.
Die Stadt war Bischofssitz; auf diesen geht das Titularbistum Abari zurück.